# جسپر کید
جسپر جکابسون کید به اختصار جسپر کید (به انگلیسی: Jesper Kyd) متولد فوریه ۱۹۷۲ یک موسیقی دان و آهنگساز دانمارکی است. سبک کاری وی ترکیبی از"dark ambient"، "electronic" و "syphonic" است. امروزه او بیشتر به دلیل ساخت موسیقی سری بازی‌هایی مانند هیتمن و اساسینز کرید و همکاری در Unreal tournament ۳ شناخته شده‌است.
وی در حیطه وسیعی اعم از رسانه‌های تصویری و غیر تصویری فعالیت داشته‌است ولی مهمترین آن‌ها بازی‌های ویدئویی هستند و در بین آثار سینمایی بلند و کوتاه وی چندان عناوین بزرگی به چشم نمی‌خورد. وی کار خود را با پیانو در سال‌های ابتدایی شروع می‌کند و چند سال را صرف یادگیری کلاسیک گیتار، خواندن نت‌ها و آواز در گروه کر می‌کند ولی او بیشتر "خود آموخته" بوده‌است. به گفتهٔ خودش بازی ویدئویی MDK۲ از استودیو BioWare آغاز شناخته شدن او بوده‌است. سایت معتبر گیم‌اسپات موسیقی بازی Freedom Fighters که از آثار کید است را به عنوان بهترین موسیقی سال در زمان انتشار بازی معرفی کرده‌است.